# Търговия
Търговията е обмяната на стоки или услуги от търговец към купувач в замяна на платежно средство, като парични единици. Това най-често се извършва в търговски обекти като щандове, магазини, молове или дори онлайн (онлайн търговия). Обикновено под търговия се разбира размяна на стоки и услуги, която може да се осъществи между две (двустранна търговия) или повече (многостранна търговия) лица.

## История
При по-ранните форми на търговия има обмяна на стоки и услуги за други стоки и услуги, натурална размяна. В първоначалната си форма търговията е представлявала натурална размяна, при която се е осъществявал обмен на считани за равностойни, желани и от двете страни стоки. Откриването на парите изключително много опростява търговията и допринася за нейното развитие.

## Международна търговия
Международна търговия е обмяната на стоки и усулги между две или повече страни, при което тези стоки и услуги прекосяват националните граници. Когато става дума за услуги, това е улеснено благодарение на ползването на комуникационни средства като модерните сателити например. Стоките обаче е необходимо да бъдат докарани и да се използват за това тирове, кораби и т.н.

## Видове търговия
- Вътрешна търговия
  - Търговия на дребно
  - Търговия на едро
- Външна търговия
- Международна търговия

## Стопанска дейност
В по-разширеното си значение терминът означава изобщо стопанска дейност, наричана днес също бизнес. В този обхват се използва предимно в сферата на търговското право.

## Други
На търговията е наречена улица „Търговска“ в квартал „Надежда IV“ в София (Карта).